# Historia de Provenza

La historia de la Provenza está ligada a su posición geográfica

La historia de Provenza, región del sureste de Francia, cubre la totalidad de los periodos históricos. La situación geográfica de la Provenza con una gran parte abierta al mar Mediterráneo por el sur, flanqueada por el río Ródano en el oeste (vía fluvial esencial para comunicar el norte y el sur de Europa) y al este por pasos de montaña abiertos casi todo el año explican la importancia de su historia a través de los siglos y milenios.

## Prehistoria
La región provenzal fue habitada ya desde el Paleolítico inferior. La cueva de Vallonnet, en Roquebrune-Cap-Martin, estuvo habitada hace 950 000 años. La cueva de la Escala, en Saint-Estève-Janson, muestra restos de hogueras de principios de la glaciación de Mindel. Las casas de Terra Amata, en Niza, tienen una antigüedad de 400 000 años.
Desde el Achelense y el Paleolítico medio (Musteriense), el hombre ha ocupado los valles y las colinas, ya sea en cuevas (Lazaret en Niza) o al aire libre (Santa Ana d'Evenos). La cueva Cosquer está llena de pinturas murales de hace 20 000 años.
Provenza presenta una original característica durante el Paleolítico superior: el Solutrense no se llega a conocer al este del Ródano y el Magdaleniense no pasó del río Durance. Son reemplazados por industrias locales o regionales. Los yacimientos que aportan las pruebas más antiguas de la domesticación de la oveja se sitúan en la Provenza: en Châteauneuf-les-Martigues. Las sepulturas megalíticas y los primeros asentamientos fortificados, en Miouvin e Istres, aparecieron en el Neolítico y al principio de la Edad de los Metales. Los ligures autóctonos tuvieron relación con comerciantes etruscos y colonos griegos de Fócida.

## Antigüedad

Mapa de las tribus galas de Provenza.

El territorio de la región actual Provenza-Alpes-Costa Azul fue colonizado por los griegos en el siglo VI a. C., excepto la zona de Niza que, desde el siglo I y hasta 1860, se situó dentro de la geografía de la península italiana. Más tarde formó parte de la provincia romana transalpina denominada Galia Narbonense o Provincia Romana, de donde deriva su nombre actual de Provenza (del latín provincia).

### Marsella y los celtoligures
A partir del siglo IV a. C. llegan a Provenza pueblos celtas. Estos nuevos pobladores no atacaron a una docena de tribus de los antiguos ocupantes. Tampoco tocaron a las tribus de los valles de la parte oriental de la costa, los oxibianos y los deceatas. Sin embargo, en la Baja Provenza, los celtas se mezclaron con los antiguos habitantes y terminaron por crear una nueva población de celtoligures. Los celtoligures reagruparon a todas las tribus en una confederación, los saluvios, cuya capital era sin duda Entremont.
Poco después de su fundación, Marsella tuvo que defenderse contra los ataques de las poblaciones ligures. La ciudad no poseía un territorio muy amplio. Sin embargo, su importancia en el sur de la Galia no debe ser subestimada. A través del Ródano y el río Saona, se abastecía de materias primas venidas del norte y exportaba productos griegos. Bajo la influencia griega, los nativos se pusieron a cultivar la tierra, a construir murallas, a cultivar la vid y a plantar olivos. Las cerámicas modeladas a mano dejaron paso a las cerámicas hechas al horno, fabricadas en Grecia, en Marsella o en villas nativas. Las villas se organizan de una manera regular y se rodean de fortificaciones de tipo griego como Saint-Blaise. En el siglo I, Glanum poseía un verdadero centro monumental griego con un ágora rodeado de pórticos.
La escultura es el arte donde mejor se manifiesta la síntesis entre las tradiciones nativas y las formas de arte helénico (pilares de Entremont, esculturas de Roquepertuse, capiteles esculpidos de Glanum). Gracias a Marsella, los galos de Provenza accedieron a la economía monetaria y elaboraron la escritura galogriega, adaptación del alfabeto griego a la escritura gala.

### La instalación de Roma en la Galia Transalpina
Fueron los propios marselleses quienes llamaron a los romanos para que les ayudaran a vencer a la coalición etrusco-cartaginesa. Después de la toma de Roma por los galos en el año 390 a. C., son los marselleses quienes ayudaron a los romanos a pagar el tributo impuesto por los vencedores. Un tratado aseguraba una perfecta igualdad entre las dos ciudades y la obligación de ayuda mutua en caso de guerra. Durante la segunda guerra púnica, Marsella brindó a Roma importantes servicios: participa en la victoria naval del Ebro en 217 a. C. y, contra Aníbal, ofreció a los romanos su puerto para hacer escala.
Marsella pidió ayuda a Roma cuando, en el siglo II a. C., los oxibianos y los deceatas amenazaban sus colonias de Niza y Antibes. Los romanos intervinieron dos veces, en el 181 a. C. y en el 154 a. C., sin pedir ninguna compensación a cambio.
En el 125 a. C., una coalición de ligures, saluvios, voconcios y alóbroges amenazaba Marsella. Los marselleses volvieron a pedir ayuda una vez más a los romanos pero, esta vez, éstos deciden actuar por su cuenta. Los romanos, que acababan de pacificar Hispania, querían asegurar las rutas entre los Alpes y los Pirineos. Roma venció a los ligures, saluvios, voconcios, alóbroges y arvernos. En el año 122 a. C., Cayo Sextio Calvino fundó al pie del oppidum de Entremont Aquae Sextiae y estableció una guarnición.
Más tarde, el cónsul Gneo Domicio Enobarbo empezó a construir cerca del Ródano la Via Domitia en dirección a los Pirineos. Una fracción de la aristocracia romana consiguió que se enviara a un grupo de ciudadanos para fundar la colonia Narbo Martius en el año 118 a. C.
La nueva colonia juega un papel estratégico importante. La provincia de la Galia Transalpina, de la cual Narbona es la plaza fuerte más importante, estuvo bajo la autoridad de Cayo Mario durante la guerra cimbria y servirá también como barrera contra los bárbaros, sobre todo los cimbros y los teutones. En el 102 a. C., Mario vence a los teutones y consigue salvar así tanto Roma como Marsella. 
La Galia Transalpina, o Galia romana, pasará a llamarse a partir de ese momento Galia Narbonense o Narbonense. Esta provincia, de donde deriva el nombre de Provenza, englobaba la futura Provenza, que iba desde el norte del valle del Ródano hasta el río Vienne y se extendía al oeste del Ródano sobre un territorio que corresponde un poco al futuro Languedoc. Es de la Narbonense que Plinio el Viejo decía Italia uerius quam prouincia («se parece más a Italia que a una simple provincia»). De cualquier manera, la parte de la Galia Transalpina que constituiría Provenza estaba más poblada por ligures y griegos que por galos. En pocos siglos, esta población ligur y griega adoptó el latín como lengua y la cultura latina en general.

### La Galia Transalpina de Mario a Augusto
El control romano no fue del todo aceptado en la primera mitad del Siglo I a. C. ya que el poder se ejercía a través de intermediarios de los dirigentes políticos existentes. Las comunidades de la Galia transalpina tenían diferentes estatus según las particularidades de cada una y su actitud en el pasado con respecto a Roma. Marsella tiene, por este motivo, un estatus privilegiado. Las tribus nativas conservaron sus instituciones y sus magistraturas. Pero este control romano de la Galia transalpina se ejercía, como es lógico, en provecho de Roma que cobraba los impuestos, recrutaba soldados para sus legiones e imponía sus leyes. Y en provecho, también, de estos intermediarios o negociatores y de una pujante aristocracia nativa.
Al principio de la década de los años 40 a. C., la única ciudad completamente romana conocida es la colonia de Narbona. Hasta principios del reinado de César Augusto, las provincias vivían sometidas al ritmo de las luchas intestinas de Roma. Las guerras entre Julio César y Pompeyo provocan la decadencia de Marsella y la fundación de nuevas colonias militares. Marsella se puso, de hecho, del lado de Pompeyo, por lo que César la asedia en el 49 a. C. y la ciudad se ve obligada a capitular. Se le permitió conservar su gobierno y su estatus de ciudad federada, pero perdió todas sus embarcaciones, sus murallas y los territorios circundantes, a excepción de Niza y de las Islas de Hyères.
En el Siglo I, los jefes políticos de las ciudades de la Provenza fueron convertidos oficialmente en ciudadanos romanos. Sus descendientes hicieron carrera en Roma, muchos se convirtieron en caballeros y algunos llegaron hasta senadores. Más tarde, esta romanización se extiende a la totalidad de élites políticas y se perfecciona con una romanización también cultural (adopción del modo de vida urbano).
Los magistrados municipales recibieron también, para ellos mismos y sus familias, el derecho a ser ciudadanos romanos. 37 colonias latinas fueron fundadas bajo el mandato de Augusto y los primeros emperadores.
Las ciudades se dotan de construcciones y monumentos romanos: murallas fortificadas, arcos del triunfo, foros, templos, teatros, anfiteatros, circos y acueductos.

### La provincia Narbonense en el Alto Imperio
Roma cambia su actitud respecto a las provincipas a partir del reinado de Augusto. En el 22 a. C., Augusto organiza definitivamente las provincias galas. la Provincia Narbonensis estaba gobernada por un Procónsul asistido por un Cuestor designados ambos por el Senado romano que tenían su residencia en Narbona.
La Narbonensis es entonces una provincia inermes: no hay tropas ni ejércitos. Sin embargo, la pacificación de los territorios de alrededor no terminará hasta el 6 a. C., como demuestra el trofeo de Augusto (Trofeo de los Alpes) en La Turbie, que conmemora su victoria contra los pueblos transalpinos. El nuevo territorio ocupado entre las Galias e Italia se dividió en tres pequeñas provincias confiadas al gobierno de procuradores que tenían bajo su control cohortes militares. Al este de la provincia, la región montañosa (Cimiez, Vence, Senez y Castellane) forma la provincia de los Alpes Marítimos.

### La Edad Antigua tardía
La Narbonense no se escapa a las invasiones que asolan la Galia en el Siglo III. El Siglo IV estuvo marcado por la conquista del poder de Constantino I, quien asedia Marsella en el año 309 donde se refugia el usurpador Maximiano.   Marsella se rinde abriendo las puertas al emperador.
El Siglo IV se caracterizó también por las profundas reformas administrativas llevadas a cabo por Diocleciano y Constantino I, como la división de la Galia en cinco provincias. A los Alpes marítimos se les unen los territorios de Digne-les-Bains y Embrun. Las provincias de Aquitania y de Narbona se dividieron. En esta última, todo el territorio al oeste del Ródano conservó su antiguo nombre y el territorio al otro lado del río pasó a llamarse Galia Vienense. Junto a Embrun, que reemplaza Cimiez como capital de los Alpes Marítimos, Vienne es la principal beneficiaria de esta reforma ya que añade a su categoría de capital de Provincia, la categoría de sede de la diócesis.
La importancia de Vienne no duró mucho. Al final del siglo IV, la Prefectura del pretorio de las Galias, situada hasta entonces en Trèves, se trasladó a Arlés debido a la presión de los bárbaros. Arlés se convirtió en una ciudad de suma importancia a partir de entonces. El emperador Constantino la visita en agosto de 316, les concede los juegos, transfiere la fábrica de la moneda de Ostia e instala grandes manufacturas del estado. La corte imperial pasó largas temporadas en Arlés, tanto que hasta la emperatriz Fausta dio a luz allí a su primer hijo. Ante el fracaso del sínodo de Roma, en 313, es Arlés la villa que acoge en 314 un nuevo concilio. Ya floreciente debido al comercio, se añadieron nuevos monumentos y ganó el nombre de Constantina urbs, la ciudad de Constantino.
Después de la toma de Roma, los visigodos de Alarico I se dirigieron hacia Hispania atravesando el sur oeste de la Galia en el 413. Una vez instalados al oeste del Ródano, realizaron incursiones en la otra orilla en los años 426, 452 y 458. Por otro lado, los burgundios, instalados en Saboya desde el 443, conquistaron progresivamente Valence, Die, Embrun y llegaron hasta el río Durance en el 470. La división de los territorios se vuelve efectiva al final del Siglo V, momento en el que desaparece el Imperio romano de Occidente: las tierras al norte del río Durance quedan bajo el gobierno de los burgundios y las tierras al sur quedan bajo el dominio visigodo de Eurico, el cual tiene Toulouse como capital de su reino. Más tarde, los burgundios ocuparon el sur de la Provenza a la muerte del visigodo Eurico en el año 483. Treinta años más tarde, el rey ostrogodo Teodorico el Grande envía a su ejército, con el dux Ibba a la cabeza y conquista Arlés, Marsella y Aviñón en el año 508. Un año más tarde toma Nîmes y Narbona, y en el 510 toma Orange y Valence. Así devuelve la prefectura de las Galias a sus fronteras de 462, y nombra a Liberius prefecto. El resto de la Provincia se conquistó en un segundo tiempo: Teodorico el Grande, que se alza como restaurador de la Prefectura del pretorio de las Galias, interviene en una disputa entre Arrianismo y Catolicismo en contra de Segismundo para asegurar su conquista y avanza hasta Isère en el año 523. Así protegió Teodorico el Grande los caminos y las comunicaciones entre el reino ostrogodo de Italia y el reino Visigodo de España.
El destino de la Provenza se determina después debido a las consecuencias de una disputa palaciega: en el año 535, Teodato, rey de los ostrogodos, encierra y manda ejecutar después a su esposa Amalasunta. Amalasunta había mantenido la alianza con el Imperio bizantino y era prima de cuatro reyes francos, por lo que Teodato debe pagarles a estos últimos una multa (Wergeld) de cincuenta mil sueldos para evitar posibles represalias. A Teodato le sucedió su yerno Vitiges, quien tuvo que enfrentarse a los ejércitos bizantinos. Para poder estar tranquilo por el oeste, ofreció la Provenza a los francos, que se integra en el reino de éstos en el año 537 sin ninguna batalla de por medio.
Es en esta época, cuando la región está controlada por el imperio romano de oriente a través de los ostrogodos, cuando se utiliza por primera vez el nombre de Provenza. En concreto, Jean Guyon y Marc Heijmans datan la aparición del término Provenza como distinto al anterior Provincia al final del Siglo VI.

### La cristianización
A mediados del siglo III, un obispo gobernaba Arlés. La lista de las iglesias representadas en el concilio de Arlés en el año 314 atestigua la existencia de comunidades en Narbona, Marsella, Niza, Orange y Vaison. Estas comunidades no conocían las grandes persecuciones del siglo III y principio del siglo IV. Algunas son ricas e importantes, como la de Arlés. De nuevo, aparecen obispos alrededor del año 400 y durante todo el siglo V en Aix, Aviñón, Antibes, Carpentras, Cavaillon y Riez. En la Provenza oriental, Aix y Embrun se convierten en iglesias metropolitanas. En la Provenza del Ródano, Arlés obtiene jurisdicción sobre la zona meriodional del Vienne. La villa es la sede de importantes obispos salidos del mundo monacal, como Honorato, Hilario y Aimé Césaire. 
Honorato es el padre del monacato en occidente. Su fundación del monasterio en las Islas Lérins, precedió por poco a la llegada a Marsella de Juan Casiano. Este último fundó comunidades religiosas de hombres y de mujeres en el año 416.Sus Conferencias tuvieron mucho éxito. La élite cristiana viene de muy lejos para formarse en Lérins o Marsella. Clérigos como Genadio o Fausto de Riez tomam parte en los debates teológicos de la época. El flujo de refugiados que huyen de los bárbaros atrae también otras personalidades como Paulino de Pella, Próspero de Aquitania o Salviano de Marsella. Lérins y Marsella proveen de obispos a toda la región (Arlés, Cimiez, Vence, Riez, Orange), pero también a ciudades más lejanas como Narbona, Lyon, Ginebra o Troyes.
En el siglo VI se consigue la implantación total del cristianismo en las ciudades. Los obispados se crean incluso en aglomeraciones que no son ciudades todavía como Tolón o Uzès. Fuera de las ciudades la evangelización también aumenta.

## Edad Media
La región fue sucesivamente ocupada por diferentes pueblos germánicos como los ostrogodos, los burgundios y los francos. Y también árabes desde la presencia sarracena al norte de los Pirineos.

### Los reinos germánicos
Entre el siglo V y el IX, el territorio de Provenza se constituyó progresivamente integrado en reinos fluctuantes, ocupado pero muy poco germanizado. A principios del siglo IX el reino franco conoció su máxima extensión, aunque duró muy poco tiempo. Su caída fue un proceso largo y complejo que ocurrió entre mediados del siglo IX y finales del siglo X, y dio lugar a los principados de los siglos siguientes.

### La formación de la Provenza
En el año 879, la región fue incorporada a la Borgoña Cisjurana y, más tarde, integrada en el Reino de Arlés. Mientras que el titular del reino de Arlés (también llamado reino de Borgoña-Provenza) perdía progresivamente su autoridad, el conde Guillermo de Arlés reunía un armada con el fin de dar caza a los piratas sarracenos que, desde su base en Fraxinet, llegaron a asesinar al abad de Cluny, Mayeul. Victorioso, le nombraron el libertador y extendió su autoridad a toda la Provenza. Este condado de Provenza corresponde casi exactamente al territorio ligur o griego original donde, progresivamente, se constituyó una lengua derivada del latín y una cultura propia. En cualquier caso, es inútil buscar fronteras exactas ya que, culturalmente, existen zonas de transición y de intercambio así como zonas de rupturas bruscas, sobre todo debido a la organización feudal imperante en esta época.

### La división de la Provenza

Mapa de los tres feudos provenzales en 1125

Los derechos sobre el condado fueron transferidos, por matrimonio, a los condes de Tolosa en 1019 y, posteriormente, a los condes de Barcelona en 1112. Estas dos casas condales entraron en conflicto por la posesión de la Provenza. Tras un tratado firmado en 1125, el condado fue dividido en el Marquesado de Provenza (al norte del Durance) que fue atribuida a los condes de Tolosa y un Condado de Provenza (al sur del Durance) atribuido a los condes de Barcelona. La parte noreste de la Provenza formó el  Condado de Forcalquier que se independizó al principios del siglo XII. Más adelante, el matrimonio de Alfonso II de Provenza con Garsenda de Sabran, nieta de Guillermo IV de Forcalquier, permitió la unificación de ambos condados.
El condado de Orange, territorio vasallo del marqués de Provenza, fue erigido en Principado autónomo en el año 1181.
Tras la Cruzada albigense, el Tratado de Meaux-París (1229) impone la donación del marquesado de Provenza al Papado. Sin embargo, quedó en poder de los condes de Tolosa hasta 1271, cuando pasó al rey de Francia. Felipe III de Francia finalmente lo cedió, en 1274, al Papa y el marquesado pasó a llamarse Condado Venaissin.
Cuando en 1245 muere Ramón Berenguer V de Provenza, los condados de Provenza y de Forcalquier pasaron a su hija Beatriz quien los transmitirá a su hijo, el fundador de la primera casa capetina de Anjou. Esta dinastía acumuló rápidamente títulos reales como Nápoles, Sicilia, Jerusalén, Chipre, Acre, Tesalónica, Hungría y Bosnia.
Las consecuencias de la Guerra de los Cien Años también se notaron en la Provenza: en mayo de 1357, los soldados de Arnaldo de Cervole llegaron al condado quedándose hasta 1358; a estas tropas les seguirán, en 1361, ejércitos españoles. Esta invasión continuó hasta 1376.
A la muerte de la reina Juana en 1382, el condado de Provenza fue heredado por Luis I de Anjou, a quien la reina había adoptado. Esto supuso el comienzo de un período de trifulcas entra los partidarios de la segunda casa de Anjou-Provenza y los partidarios de Carlos de Durazzo que pertenecía a la primera casa de Anjou-Provenza, en torno al cual se formó la Unión de Aix (1382-1387). La derrota política de Carlos de Durazzo asentó a la segunda dinastía de Anjou en el condado de Provenza. A esta dinastía perteneció el célebre rey Renato el Bueno. Por el contrario, la Provenza oriental (al este del río Var) continuó fiel a Carlos de Durazzo y, junto a Niza, formaron las Nuevas Tierras de Provenza.

### La Provenza francesa
El rey Renato murió el 10 de julio de 1480 habiendo desheredado a su sucesor natural, Renato II de Lorena, a favor de Carlos V de Maine quien recibe el homenaje de la Provenza y se convierte en el conde Carlos III. Sin herederos, este conde lega sus estados a Luis XI de Francia y a sus sucesores. El 15 de enero de 1482, los estados de la Provenza aprobaron un documento de 53 artículos, a menudo llamado de forma inapropiada constitución provenzal, que hizo a Luix XI conde de Provenza y proclamó su unión con el reino de Francia como « de igual a igual ». Carlos VIII sucedió a Luis XI en 1483 y, en 1486, los estados de Provenza le pidieron la unión perpetua, acordada por el rey en unas cartas patentes de abril de 1487·. Este proceso es, a menudo, presentado de forma simplificada como la integración al dominio real. Sin embargo, según la ley, la Provenza fue independiente y continuó siéndolo hasta la Revolución francesa. A pesar de esto y aunque conservó algunos derechos concretos, fue de hecho anexionada a Francia y gobernada como una provincia más. En cualquier caso, los reyes de Francia incluidos los monarcas absolutos como Luis XIV, tenían obligación de respetar los derechos y costumbres locales. La provenza, como la Bretaña, se benefició de un cierto grado de autonomía, siempre celosamente defendida, sobre todo en materia fiscal, a pesar de que la independencia era más una ficción jurídica que una realidad.

### Evolución histórica de la vinculación territorial de la Provenza

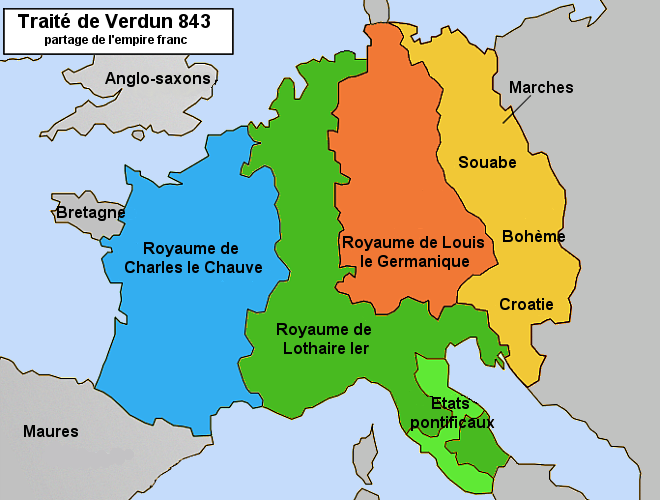
La Provenza en la Francia media - Tratado de Verdún (843)
El reino de Provenza (855-864) - Tratado de Prüm (855)
La Provenza en el reino de Italia - Tratado de Meerssen (870)
La Provenza en el Reino de Borgoña o Reino de Arlés (1030), antes de su integración en el Sacro Imperio Romano Germánico
La Provenza en el Sacro Imperio Romano Germánico en 1180
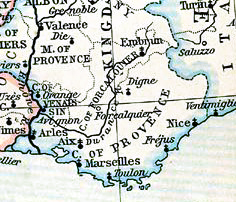
La Provenza en el Reino de Arlés (Sacro Imperio Romano Germánico) en 1184
La Provenza en el Reino de Arlés (Sacro Imperio Romano Germánico) en 1246
La Provenza francesa en 1477, antes de integrarse en los dominios reales
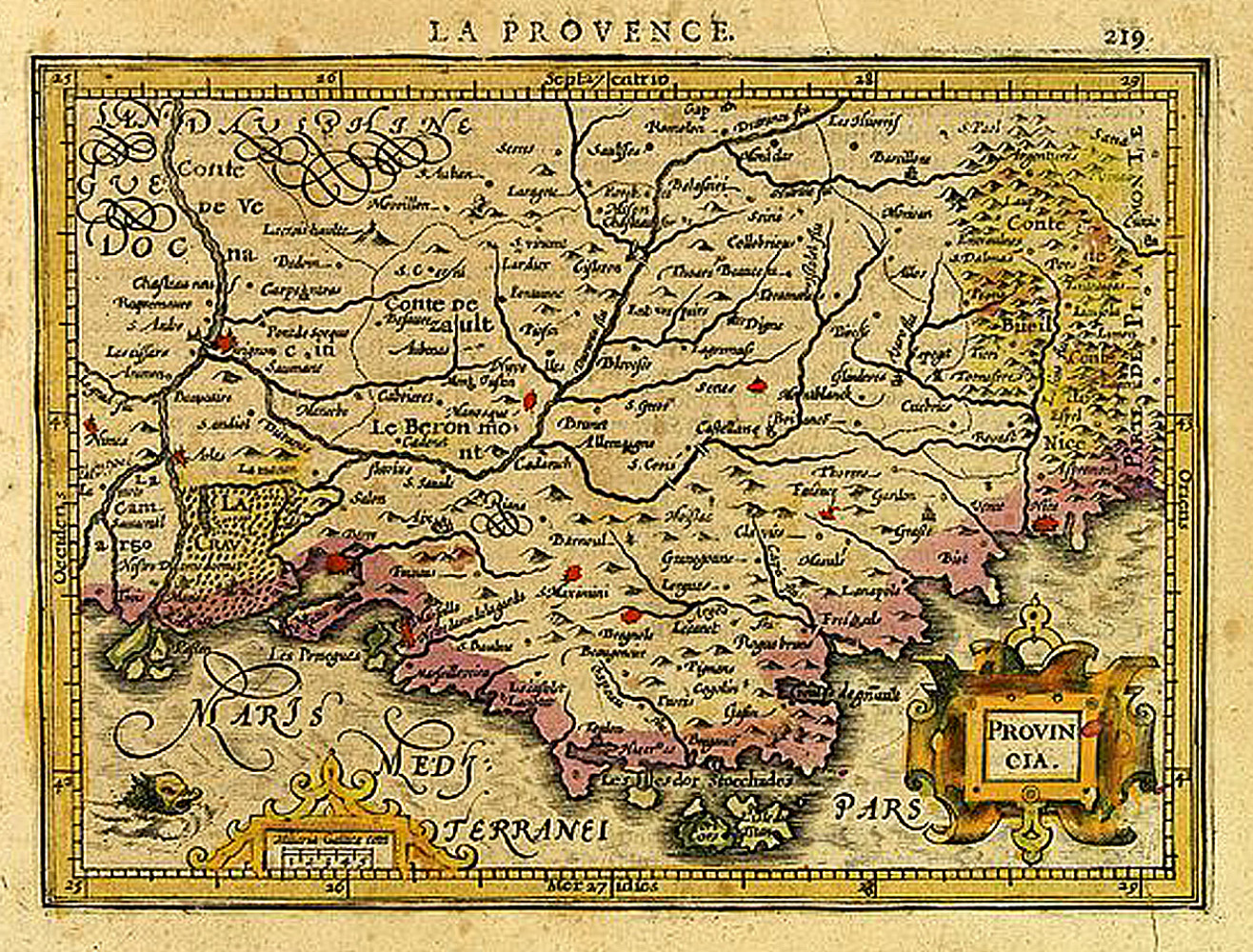
Mapa de la Provenza, por Mercator en 1608

## Revolución francesa

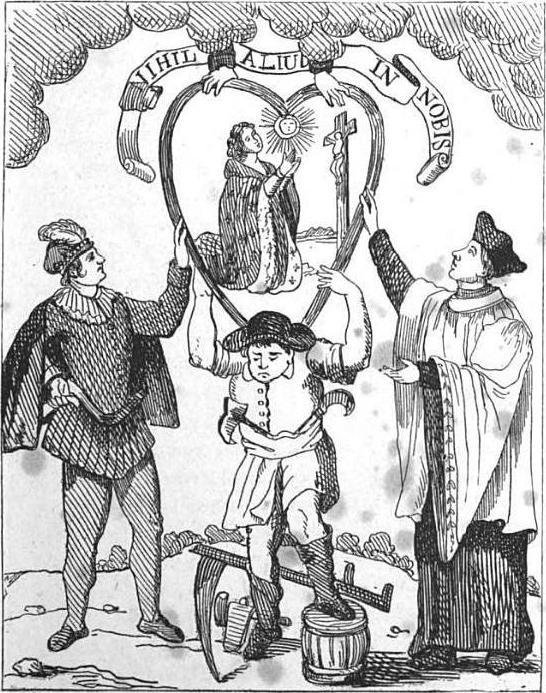
Nihil aliud in nobis

Tras la Revolución francesa, la Provenza fue dividida en departamentos: Bocas del Ródano, Var y Bajos Alpes (renombrado más tarde como departamento de Alpes de la Alta Provenza). El 14 de septiembre de 1791, Aviñón y el Condado Venaissin fueron integrados en Francia y su territorio compartido entre Drôme y Bocas del Ródano hasta el 12 de agosto de 1793 cuando se creó el departamento de Vaucluse.
También fue en 1793 cuando la Provenza se unió al Condado de Niza creando así el departamento de los Alpes marítimos antes de que éste pasara bajo control piemontés y sardo durante la Restauración. En 1860, tras un plebiscito, se produjo la incorporación definitiva del Condado de Niza a Francia y, por ende, a la Provenza. Sin embargo, algunos territorios alpinos del condado quedaron bajo control italiano hasta 1947 cuando, tras un referéndum, se decidió su incorporación a Francia, poniendo fin a más de siete siglos de división de la Provenza. 